# La Crescent, Minnesota
La Crescent là một thành phố thuộc quận Houston, tiểu bang Minnesota, Hoa Kỳ. Năm 2010, dân số của thành phố này là 4830 người.

## Dân số
- Dân số năm 2000: 4923 người.
- Dân số năm 2010: 4830 người.